# みどり市立大間々中学校
みどり市立大間々中学校（みどりしりつ おおままちゅうがっこう）は、群馬県みどり市大間々町桐原にある公立中学校。

## 所在地
- 群馬県みどり市大間々町桐原217

## 学区
- 大間々町大間々の一部（大間々一丁目 - 五丁目）[1][2]
- 大間々町桐原
- 大間々町高津戸
- 大間々町塩原
- 大間々町浅原
- 大間々町長尾根
- 大間々町小平
- 大間々町上神梅
- 大間々町下神梅
- 大間々町塩沢

## 主な学区の中にある小学校
- 大間々北小学校 （桐原）
- 大間々南小学校 （大間々）
- 旧福岡中央小学校 （浅原）(令和元年度をもって閉校。大間々北小学校へ統合。)
- 旧福岡西小学校 （塩原）（平成23年度をもって閉校。大間々北小学校へ統合。）
- 旧神梅小学校 （上神梅）（平成22年度をもって閉校。大間々北小学校へ統合。）

## 行事予定
- 4月 入学式・始業式、退任式
- 5月 中間テスト、1年高原学校、防災学習
- 6月 3年修学旅行、期末テスト
- 7月 2年高原学校、授業参観保護者会、中体連夏季総体、終業式
- 9月 始業式、身体測定、運動会
- 10月 中間テスト、キャリアドリーム、PTA廃品回収、生徒会本部役員選挙
- 11月 合唱コンクール、早朝マラソン開始、三者面談、期末テスト
- 12月 マラソン大会、終業式
- 1月 始業式
- 2月 前期選抜入試、期末テスト
- 3月 後期選抜入試、1・2年学力テスト、卒業式・終了式

## 学校周辺
- みどり市立大間々北小学校
- 群馬県立大間々高等学校
- わたらせ渓谷線：大間々駅
- 渡良瀬川